# Hexatoma gifuensis
Hexatoma gifuensis är en tvåvingeart som beskrevs av Alexander 1933. Hexatoma gifuensis ingår i släktet Hexatoma och familjen småharkrankar. Inga underarter finns listade i Catalogue of Life.